# Sergio Volpi
Sergio Tranquillo Volpi (Orzinuovi, 2 febbraio 1974) è un allenatore di calcio ed ex calciatore italiano, di ruolo centrocampista, tecnico del Castiglione.

## Caratteristiche tecniche
Era un regista dotato di ottima tecnica e visione di gioco, preciso nei lanci lunghi e nelle verticalizzazioni. Si è spesso distinto per i tiri dalla distanza e sui calci piazzati .

## Carriera

### Giocatore

#### Club
Originario di Cossirano, è cresciuto calcisticamente nel Brescia. Fa la sua prima esperienza di rilievo nella stagione 1994-1995 in prestito alla Carrarese, in Serie C1, dove fa registrare 23 presenze ed un gol. Ritornato al Brescia, disputa una stagione in Serie B 1995-1996, prima di passare al Bari sempre nel campionato cadetto. Al termine dell'annata 1996-1997 la squadra pugliese viene promossa in Serie A categoria nella quale Volpi fa il suo esordio il 31 agosto 1997 nella sfida Bari-Parma 0-2. Nella stessa stagione segna anche il suo primo gol nel massimo campionato, il 9 novembre 1997 in Bari-Roma 1-3.
Durante la stagione 1997-1998, insieme al calciatore Paolo Poggi, diviene particolarmente famoso poiché le figurine dei due giocatori, vendute insieme ad una marca di gomme da masticare, erano a detta di molti collezionisti introvabili. Il caso viene rilanciato dai media, quando l'azienda produttrice della gomma da masticare venne convocata a Mi manda Raitre.
Nel luglio 1998 viene acquistato dal Venezia, sempre in Serie A, dove trova l'allenatore Walter Novellino. Dopo due anni di permanenza nella società veneta, nella stagione 2000-2001 scende di categoria seguendo Novellino al Piacenza. Fa il suo debutto con la maglia biancorossa il 13 agosto 2000 nella vittoria per 1-0 in casa del Monza valida per la fase a gironi di Coppa Italia. Segna il suo primo gol con la nuova maglia il successivo 26 novembre nel pareggio per 1-1 contro l'Ancona. Con il Piacenza ottiene una promozione in Serie A, e poi un dodicesimo posto nell'annata successiva, nella quale veste la fascia di capitano.
Nel 2002 il nuovo presidente della Sampdoria, Riccardo Garrone, già storico sponsor della società, si rivolge a Novellino con lo scopo di riportare la squadra, all'epoca militante in Serie B, nel massimo campionato. L'allenatore accetta l'incarico, e porta con sé Volpi. Il debutto con i genovesi avviene il 18 agosto 2002 nella partita contro il Siena di Coppa Italia nella quale Volpi segna una rete e veste la fascia di capitano dopo l'uscita dal campo di Francesco Flachi. Al termine della stagione la squadra ottiene la promozione in Serie A con Volpi che realizza 8 gol, suo record di marcature.
Con la Sampdoria continua a giocare titolare anche in Serie A, facendo il suo debutto in Coppa UEFA nell'annata 2005-2006, competizione nella quale segna una gol su punizione nella partita vinta per 3-1 sul campo dell'Halmstad. Nella stagione 2007-2008 gioca ancora come capitano nella Sampdoria. A partire dal girone di ritorno, tuttavia, Walter Mazzarri lo esclude dalla formazione titolare a causa del rendimento negativo della squadra, e Volpi cede la fascia di capitano ad Angelo Palombo.
Il 10 giugno 2008, dopo sei anni a Genova, la società gli consente di rescindere consensualmente il contratto. Viene ingaggiato dal Bologna, neopromosso in Serie A Il 19 ottobre 2008 firma il suo primo goal, su punizione, con la maglia rossoblù nel match casalingo contro la Lazio (3-1). Firma un gol utile ai fini della salvezza per il Bologna al 94' minuto contro il Lecce, realizzando il 2-1 finale.
Il 7 luglio 2009 viene comprato dalla Reggina, compagine militante in Serie B, dove ritrova per l'ennesima volta l'allenatore di Montemarano. Il 29 gennaio 2010 viene ceduto con la formula del prestito all'Atalanta, tornando quindi in Serie A.
Il 2 luglio 2010 rescinde il contratto con la Calcio Reggina. Il 16 luglio seguente trova un accordo con il Piacenza, tornando così a giocare nella città emiliana, in una squadra composta prevalentemente da giovani.
Nella prima partita ufficiale dopo il ritorno al Piacenza, il secondo turno di Coppa Italia contro la Virtus Lanciano, segna il gol del momentaneo 1-1 nella partita poi terminata 5-3. Durante la stagione, però, perde il posto da titolare, dopo gli acquisti di Edoardo Catinali e Isaac Cofie. A fine stagione totalizza 19 partite in campionato, una nei play-out e due in Coppa Italia con un gol.
Il 6 luglio 2011 annuncia il ritiro dal calcio giocato.

#### Nazionale
I risultati positivi ottenuti con la Sampdoria gli permisero di fare il suo esordio in Nazionale il 18 febbraio 2004, a 30 anni da poco compiuti, nella partita Italia-Rep. Ceca, terminata 2-2. Conta in totale 2 presenze in azzurro.

### Allenatore
Nel mese di luglio 2011 inizialmente Volpi viene designato insieme ad Andrea Di Cintio come nuovo allenatore del Piacenza, ma già il 5 agosto successivo la guida tecnica della prima squadra passa all'allenatore della Primavera Massimo Cerri, con Volpi che ne prende il posto alla guida della Berretti. Il 30 giugno 2012 passa alla guida dei Giovanissimi Nazionali del Brescia.
Nel luglio 2016 diventa allenatore della Juniores dell'Adrense; dopo le dimissioni di Marco Piovanelli, nel novembre 2016 viene promosso alla prima squadra. L'8 aprile 2018, in seguito alla vittoria contro l'Orsa Intramedia, conquista la prima storica promozione in Serie D del club bresciano Resta sulla panchina dei bresciani nella stagione 2018-2019 in Serie D, nella quale chiude il campionato al settimo posto. L'anno successivo viene confermato sulla panchina della società, il cui nome cambia da Adrense a Franciacorta. Nel dicembre 2019, con la squadra settima in classifica, si dimette dall'incarico.
Nel giugno 2021 assume la guida del Ciliverghe che disputerà il campionato di Eccellenza lombarda. Con il Ciliverghe conquista, il 29 gennaio 2022, dopo la finale contro il Mapello terminata sul 2-1 per i bresciani, la vittoria nella fase regionale della Coppa Italia Dilettanti, qualificandosi così per la fase nazionale, nella quale raggiunge la semifinale prima di essere eliminato dal Salsomaggiore. In campionato, invece conclude la stagione all'undicesimo posto, ottenendo la salvezza diretta. L'11 maggio 2022 la squadra bresciana comunica di aver interrotto il rapporto di collaborazione con il tecnico.
Nel gennaio 2023 subentra a Stefano Rossini sulla panchina del Nibbiano & Valtidone, formazione piacentina del campionato di Eccellenza. Il 1º febbraio seguente, con la vittoria per 5-0 sul Rolo in finale, guida il Nibbiano alla vittoria della fase regionale emiliano-romagnola della Coppa Italia Dilettanti, accedendo così alla fase nazionale dalla quale i piacentini vengono poi eliminati al primo turno. In campionato invece i piacentini ottengono la salvezza con una giornata di anticipo, venendo confermato anche per la stagione 2023-2024 nella quale viene esonerato il 30 ottobre dopo la sconfitta per 4-0 maturata sul campo del Terre di Castelli, con la squadra a metà classifica in campionato, a -13 dalla prima posizione.
Il 22 novembre 2023 viene nominato allenatore della Pavonese, squadra occupante la penultima posizione nel girone C dell'Eccellenza lombarda. Al termine della stagione, culminata con la retrocessione dei bresciani in Promozione, viene annunciato da parte della società il suo addio alla panchina rossonera.
Il 9 ottobre 2024 il Castiglione, squadra militante nel girone C di Eccellenza lombarda, reduce  da tre sconfitte di fila e dalle dimissioni del precedente tecnico Fabio Esposito, lo annuncia ufficialmente come nuovo allenatore.

## Statistiche

### Presenze e reti nei club
| Stagione         | Squadra          | Campionato       | Campionato | Campionato | Coppa nazionali | Coppa nazionali | Coppa nazionali | Coppe continentali | Coppe continentali | Coppe continentali | Altre coppe | Altre coppe | Altre coppe | Totale | Totale |
| Stagione         | Squadra          | Comp             | Pres       | Reti       | Comp            | Pres            | Reti            | Comp               | Pres               | Reti               | Comp        | Pres        | Reti        | Pres   | Reti   |
| ---------------- | ---------------- | ---------------- | ---------- | ---------- | --------------- | --------------- | --------------- | ------------------ | ------------------ | ------------------ | ----------- | ----------- | ----------- | ------ | ------ |
| 1993-1994        | Brescia          | B                | 0          | 0          | CI              | 0               | 0               | -                  | -                  | -                  | TAI         | 0+          | 0+          | 0+     | 0+     |
| 1994-1995        | Carrarese        | C1               | 23         | 1          | CI-C            | 0+              | 0+              | -                  | -                  | -                  | -           | -           | -           | 23+    | 1+     |
| 1995-1996        | Brescia          | B                | 22         | 2          | CI              | 0               | 0               | -                  | -                  | -                  | -           | -           | -           | 22     | 2      |
| Totale Brescia   | Totale Brescia   | Totale Brescia   | 22         | 2          |                 | 0               | 0               |                    | -                  | -                  |             | 0+          | 0+          | 22+    | 2+     |
| 1996-1997        | Bari             | B                | 29         | 4          | CI              | 3               | 0               | -                  | -                  | -                  | -           | -           | -           | 32     | 4      |
| 1997-1998        | Bari             | A                | 32         | 4          | CI              | 6               | 0               | -                  | -                  | -                  | -           | -           | -           | 38     | 4      |
| Totale Bari      | Totale Bari      | Totale Bari      | 61         | 8          |                 | 9               | 0               |                    | -                  | -                  |             | -           | -           | 70     | 9      |
| 1998-1999        | Venezia          | A                | 27         | 1          | CI              | 2               | 0               | -                  | -                  | -                  | -           | -           | -           | 29     | 1      |
| 1999-2000        | Venezia          | A                | 25         | 1          | CI              | 3               | 0               | -                  | -                  | -                  | -           | -           | -           | 28     | 1      |
| Totale Venezia   | Totale Venezia   | Totale Venezia   | 52         | 2          |                 | 5               | 0               |                    | -                  | -                  |             | -           | -           | 57     | 2      |
| 2000-2001        | Piacenza         | B                | 35         | 1          | CI              | 6               | 0               | -                  | -                  | -                  | -           | -           | -           | 41     | 1      |
| 2001-2002        | Piacenza         | A                | 30         | 2          | CI              | 3               | 0               | -                  | -                  | -                  | -           | -           | -           | 33     | 2      |
| 2002-2003        | Sampdoria        | B                | 35         | 8          | CI              | 6               | 1               | -                  | -                  | -                  | -           | -           | -           | 41     | 9      |
| 2003-2004        | Sampdoria        | A                | 31         | 1          | CI              | 2               | 0               | -                  | -                  | -                  | -           | -           | -           | 33     | 1      |
| 2004-2005        | Sampdoria        | A                | 34         | 2          | CI              | 3               | 0               | -                  | -                  | -                  | -           | -           | -           | 37     | 2      |
| 2005-2006        | Sampdoria        | A                | 35         | 5          | CI              | 4               | 0               | CU                 | 6                  | 2                  | -           | -           | -           | 45     | 7      |
| 2006-2007        | Sampdoria        | A                | 30         | 4          | CI              | 5               | 0               | -                  | -                  | -                  | -           | -           | -           | 35     | 4      |
| 2007-2008        | Sampdoria        | A                | 28         | 2          | CI              | 4               | 0               | Int+CU             | 2+4                | 0                  | -           | -           | -           | 38     | 2      |
| Totale Sampdoria | Totale Sampdoria | Totale Sampdoria | 193        | 22         |                 | 24              | 1               |                    | 12                 | 2                  |             | -           | -           | 229    | 25     |
| 2008-2009        | Bologna          | A                | 25         | 4          | CI              | 2               | 0               | -                  | -                  | -                  | -           | -           | -           | 27     | 4      |
| 2009-gen. 2010   | Reggina          | B                | 12         | 0          | CI              | 3               | 2               | -                  | -                  | -                  | -           | -           | -           | 15     | 2      |
| gen.-giu. 2010   | Atalanta         | A                | 5          | 0          | CI              | 0               | 0               | -                  | -                  | -                  | -           | -           | -           | 5      | 0      |
| 2010-2011        | Piacenza         | B                | 19+1       | 0          | CI              | 2               | 1               | -                  | -                  | -                  | -           | -           | -           | 22     | 1      |
| Totale Piacenza  | Totale Piacenza  | Totale Piacenza  | 84+1       | 3          |                 | 11              | 1               |                    | -                  | -                  |             | -           | -           | 96     | 4      |
| Totale carriera  | Totale carriera  | Totale carriera  | 477        | 45         |                 | 54+             | 4+              | -                  | 12                 | 1                  |             | 0+          | 0+          | 543+   | 50     |

### Cronologia presenze e reti in nazionale
| Cronologia completa delle presenze e delle reti in nazionale ― Italia | Cronologia completa delle presenze e delle reti in nazionale ― Italia | Cronologia completa delle presenze e delle reti in nazionale ― Italia | Cronologia completa delle presenze e delle reti in nazionale ― Italia | Cronologia completa delle presenze e delle reti in nazionale ― Italia | Cronologia completa delle presenze e delle reti in nazionale ― Italia | Cronologia completa delle presenze e delle reti in nazionale ― Italia | Cronologia completa delle presenze e delle reti in nazionale ― Italia |
| Data                                                                  | Città                                                                 | In casa                                                               | Risultato                                                             | Ospiti                                                                | Competizione                                                          | Reti                                                                  | Note                                                                  |
| --------------------------------------------------------------------- | --------------------------------------------------------------------- | --------------------------------------------------------------------- | --------------------------------------------------------------------- | --------------------------------------------------------------------- | --------------------------------------------------------------------- | --------------------------------------------------------------------- | --------------------------------------------------------------------- |
| 18-2-2004                                                             | Palermo                                                               | Italia                                                                | 2 – 2                                                                 | Rep. Ceca                                                             | Amichevole                                                            | -                                                                     | 82’                                                                   |
| 18-8-2004                                                             | Reykjavík                                                             | Islanda                                                               | 2 – 0                                                                 | Italia                                                                | Amichevole                                                            | -                                                                     | 46’                                                                   |
| Totale                                                                |                                                                       | Presenze                                                              | 2                                                                     |                                                                       | Reti                                                                  | 0                                                                     |                                                                       |

### Statistiche da allenatore
Statistiche aggiornate al 4 maggio 2025.
| Stagione        | Squadra              | Campionato      | Campionato | Campionato | Campionato | Campionato | Coppe nazionali      | Coppe nazionali | Coppe nazionali | Coppe nazionali | Coppe nazionali | Coppe continentali | Coppe continentali | Coppe continentali | Coppe continentali | Coppe continentali | Altre coppe | Altre coppe | Altre coppe | Altre coppe | Altre coppe | Totale | Totale | Totale | Totale | % Vittorie | Piazzamento   |
| Stagione        | Squadra              | Comp            | G          | V          | N          | P          | Comp                 | G               | V               | N               | P               | Comp               | G                  | V                  | N                  | P                  | Comp        | G           | V           | N           | P           | G      | V      | N      | P      | %          | Piazzamento   |
| --------------- | -------------------- | --------------- | ---------- | ---------- | ---------- | ---------- | -------------------- | --------------- | --------------- | --------------- | --------------- | ------------------ | ------------------ | ------------------ | ------------------ | ------------------ | ----------- | ----------- | ----------- | ----------- | ----------- | ------ | ------ | ------ | ------ | ---------- | ------------- |
| nov. 2016-2017  | Adrense              | Ecc             | 17         | 7          | 5          | 5          | CI Dil. Lom.         | -               | -               | -               | -               | -                  | -                  | -                  | -                  | -                  | -           | -           | -           | -           | -           | 17     | 7      | 5      | 5      | 41,18      | Suben., 8º    |
| 2017-2018       | Adrense              | Ecc             | 28         | 18         | 8          | 2          | CI Dil. Lom.         | 4               | 2               | 1               | 1               | -                  | -                  | -                  | -                  | -                  | -           | -           | -           | -           | -           | 32     | 20     | 9      | 3      | 62,50      | 1º (prom.)    |
| 2018-2019       | Adrense              | D               | 34         | 12         | 11         | 11         | CI-D                 | 1               | 0               | 1               | 0               | -                  | -                  | -                  | -                  | -                  | -           | -           | -           | -           | -           | 35     | 12     | 12     | 11     | 34,29      | 7º            |
| lug.-dic. 2019  | Franciacorta         | D               | 14         | 5          | 5          | 4          | CI-D                 | 1               | 0               | 1               | 0               | -                  | -                  | -                  | -                  | -                  | -           | -           | -           | -           | -           | 15     | 5      | 6      | 4      | 33,33      | Dimiss.       |
| 2021-2022       | Ciliverghe           | Ecc             | 30         | 12         | 4          | 14         | CI Dil. Lom.+CI Dil. | 7+6             | 6+5             | 1+0             | 0+1             | -                  | -                  | -                  | -                  | -                  | -           | -           | -           | -           | -           | 43     | 23     | 5      | 15     | 53,49      | 11º           |
| gen.-giu. 2023  | Nibbiano & Valtidone | Ecc             | 17         | 7          | 7          | 3          | CI Dil. ER.+CI Dil.  | 2+2             | 2+1             | 0               | 0+1             | -                  | -                  | -                  | -                  | -                  | -           | -           | -           | -           | -           | 21     | 10     | 7      | 4      | 47,62      | Suben., 11º   |
| lug.-ott. 2023  | Nibbiano & Valtidone | Ecc             | 9          | 3          | 3          | 3          | CI Dil. ER.          | 3               | 1               | 1               | 1               | -                  | -                  | -                  | -                  | -                  | -           | -           | -           | -           | -           | 12     | 4      | 4      | 4      | 33,33      | Eson.         |
| nov. 2023-2024  | Pavonese             | Ecc             | 21         | 4          | 7          | 10         | CI Dil. Lom.         | -               | -               | -               | -               | -                  | -                  | -                  | -                  | -                  | -           | -           | -           | -           | -           | 21     | 4      | 7      | 10     | 19,05      | 15º (retroc.) |
| ott. 2024-2025  | Castiglione          | Ecc             | 28         | 10         | 6          | 12         | CI Dil. Lom.         | -               | -               | -               | -               | -                  | -                  | -                  | -                  | -                  | -           | -           | -           | -           | -           | 28     | 10     | 6      | 12     | 35,71      | in corso      |
| Totale carriera | Totale carriera      | Totale carriera | 198        | 78         | 56         | 64         |                      | 26              | 17              | 5               | 4               |                    | -                  | -                  | -                  | -                  |             | -           | -           | -           | -           | 224    | 95     | 61     | 68     | 42,41      |               |

## Palmarès

### Allenatore

#### Competizioni regionali
- Eccellenza: 1

Adrense: 2017-2018 (Girone C)
- Coppa Italia Dilettanti Lombardia: 1

Ciliverghe: 2021-2022
- Coppa Italia Dilettanti Emilia-Romagna: 1

Nibbiano&Valtidone: 2022-2023